# Utagawa Hiroshige II
En aquest nom japonès, el cognom és Utagawa.

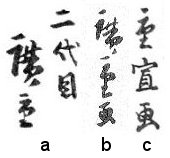
Les signatures d'Hiroshige II - a) nidaime Hiroshige, b) Hiroshige ga, i c) Shigenobu ga

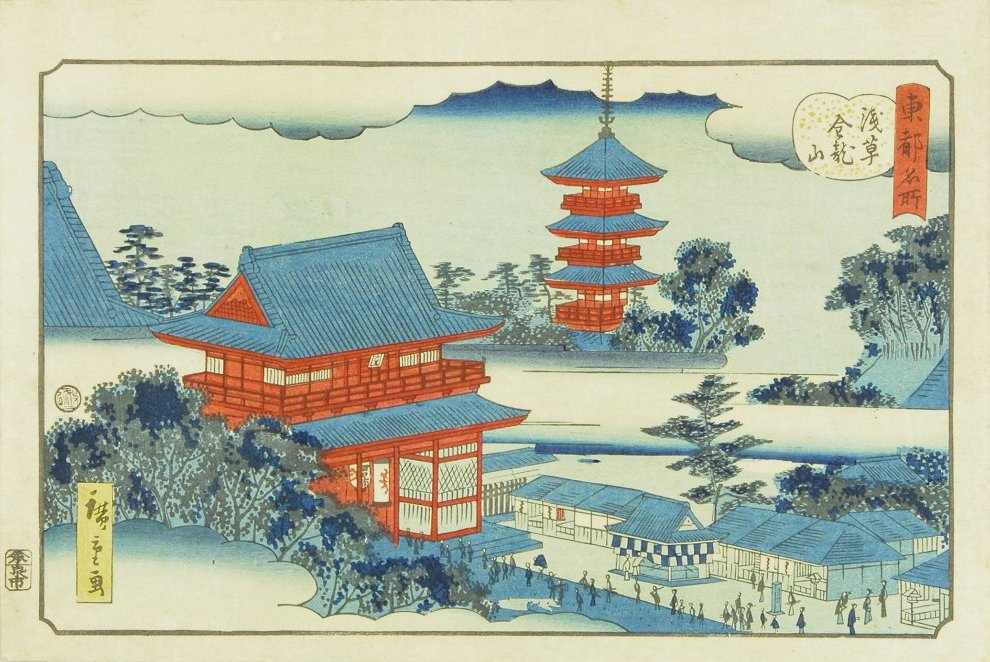
El temple Kinryuzan a Asakusa, de la sèrie Llocs famosos de la capital oriental, d'Hiroshige II

Hiroshige II (1829-1869) va ser un dissenyador de xilografies de l'estil ukiyo-e que tenia per nom original Chinpei Suzuki. Va esdevenir alumne i fill adoptiu d'Hiroshige, moment en què se li va donar el goh “Shigenobu”. Quan el mestre Hiroshige va morir el 1858, Shigenobu es va casar amb la filla del difunt, Otatsu. En aquell moment va adoptar el nom "Hiroshige". Cap al 1865, el matrimoni es va dissoldre. Llavors Hiroshige II es va traslladar a Yokohama i va tornar a fer servir el nom Shigenobu. També va signar algunes de les seves obres com a Ryusho.
Després, un altre deixeble del primer Hiroshige, Shigemasa, es va casar amb la filla del mestre, Otatsu, i també va començar a fer servir el nom d'Hiroshige. A aquest artista se'l coneix actualment com Hiroshige III.

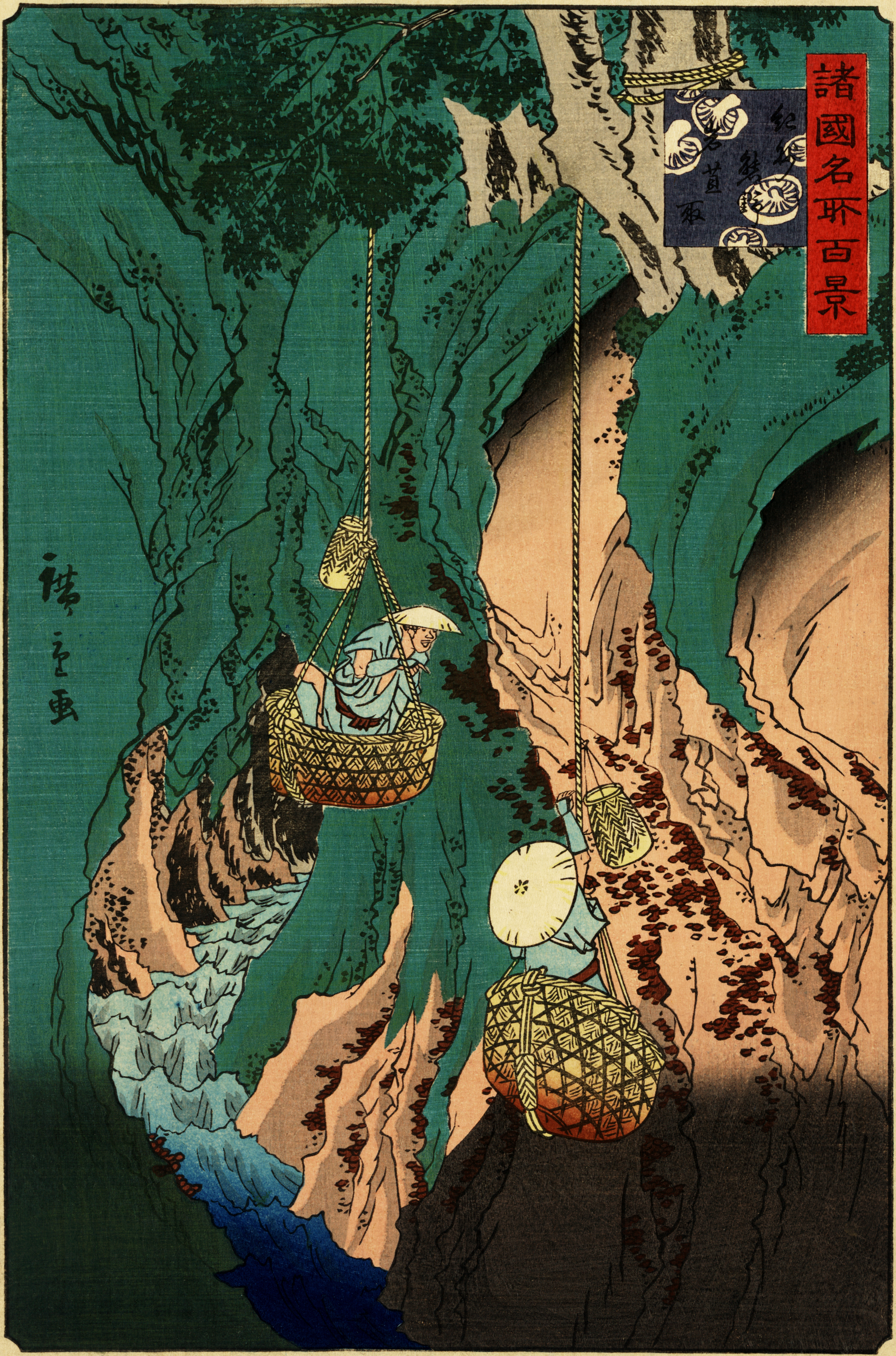
Kishū kumano iwatake tori, "Recollida d'Umbilicaria esculenta a Kumano (Kishū)", d'Hiroshige II, de Shokoku meishō hyakkei, "100 famoses vistes del Japó" o "100 famoses vistes de les províncies"